# Міста Бахрейну
Міста Бахрейну.

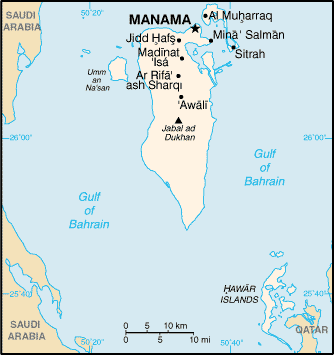
Map of Bahrain

У Бахрейні налічується 10 міст із населенням понад 10 тисяч мешканців
| Назва       | Населення |
| ----------- | --------- |
| Манама      | 436 000   |
| Ріффа       | 195 606   |
| Мухаррак    | 176 583   |
| Сітра       | 60 100    |
| Хамад       | 57 000    |
| Аалі        | 51 400    |
| Мадінат Іса | 39 800    |
| Аль-Будайя  | 33 200    |
| Джідхафс    | 32 600    |
| Аль-Малкія  | 14 800    |